# 鍾金江
鍾金江，台灣政治人物，民主進步黨籍，前立法委員。

## 經歷
- 加州台灣協志社主席
- 台灣人公共事務會中央委員
- 台灣人公共事務會南加州分會會長
- 台灣民主運動海外組織外務部長
- 環視多媒體股份有限公司執行董事
- 第四屆立法委員
- 第五屆立法委員
- 立法院第四屆第二會期交通委員會召集委員
- 2000年總統大選民進黨苗栗縣競選總部主任委員
- 立法院第四屆第三會期國防委員會程序委員
- 立法院第四屆第三會期民進黨立法院黨團交通政策小組召集人

## 外部連結
- 立法院 （页面存档备份，存于）